# Bruce Lee: The Legend Lives On
Bruce Lee: The Legend Lives On es una película británica de biografía de 1999, dirigida por James Harker y Ray Santilli, escrita por este último y que también estuvo a cargo de la producción, los protagonistas son Linda Lee Cadwell, James Coburn, Brandon Lee y Bruce Lee, entre otros. El filme fue realizado por WHE International, Aquarius Promotions y Orbital Media.

## Sinopsis
En este largometraje se examina detalladamente la vida de Bruce Lee, las prácticas físicas y mentales que utilizó en su carrera para transformarse en el actor de artes marciales más famoso a nivel internacional.